# Síndrome de Mendelson
A síndrome de Mendelson é uma pneumonia química, broncopulmonar, causada pela aspiração de conteúdo gástrico durante o processo de anestesia, devido à abolição dos reflexos laríngeos, especialmente durante a gravidez.